# أوزيبيو دي فرانسيسكو
أوزيبيو دي فرانسيسكو (بالإيطالية: Eusebio Di Francesco)‏ هو لاعب كرة قدم ومدرب كرة قدم إيطالي، ولد في 8 سبتمبر 1969 في بسكارا في إيطاليا. شارك مع منتخب إيطاليا لكرة القدم. أما مع النوادي، فقد لعب مع نادي أنكونا ونادي إمبولي ونادي بياتشينزا ونادي بيروجيا ونادي روما ونادي لوكيزي.

## وصلات خارجية
- أوزيبيو دي فرانسيسكو على موقع قاعدة بيانات كرة القدم.إي يو (الإنجليزية)
- أوزيبيو دي فرانسيسكو على موقع ناشيونال فوتبول تيمز (الإنجليزية)
- أوزيبيو دي فرانسيسكو على موقع عالم كرة القدم.نت (الإنجليزية)